# Хикман, Джонатан
Джонатан Хикман (англ. Jonathan Hickman; род. 3 сентября 1972) — американский писатель и художник комиксов.

## Ранние годы
Хикман родился и вырос в Южной Каролине. Окончил среднюю школу во Флоренсе. После неё Хикман учился на архитектора.

## Карьера
Прежде чем заняться комиксами, Хикман работал в области рекламы. В период с 2006 по 2008 год он выпустил серию своих дебютных комиксов под названиями The Nightly News и Pax Romana через издательство Image Comics. Вскоре после этого его пригласили в Marvel, и в 2009 году Хикман запустил серию Secret Warriors. В следующем году Джонатан написал ограниченную серию S.H.I.E.L.D., в которой подробно описывалась тайная история одноимённой шпионской организации. В течение этого периода он продолжал выпускать комиксы и через Image (Transhuman, A Red Mass for Mars и Red Wing).
В 2009 году Хикман начал работу над Фантастической четвёрткой в ограниченной серии Dark Reign: Fantastic Four. Позже он стал сценаристом комиксов про Мстителей и Новых Мстителей в рамках Marvel NOW! в конце 2012 года. В 2019 году Хикман работал над House of X и Powers of X. Впоследствии он стал сценаристом основной серии о Людях Икс. В августа 2021 года Хикман объявил, что больше не будет сценаристом серии.

## Номинации на премии
- 2008: Eisner Award — «Best Limited Series» за The Nightly News[20]
- 2011: Harvey Award — «Best Continuing or Limited Series» за Fantastic Four[21]
- 2013: Eisner Award — «Best Continuing Series» / «Best Writer» за The Manhattan Projects[22]
- 2014: Eisner Award — «Best Continuing Series» за East of West / «Best Writer» за East of West, The Manhattan Projects, The Avengers и Infinity[23]
- 2021: Eisner Award — «Best Limited Series» за Decorum / «Best Writer» за X-Men, Giant-Size X-Men и Decorum[24]